# Infanterie-Division Güstrow
La Infanterie-Division Güstrow fu una divisione dell'esercito tedesco attiva durante la seconda guerra mondiale.

## Storia
La divisione venne formata il 29 aprile 1945 come divisione d'emergenza, ma tuttavia non vide mai il combattimento, perché nel maggio dello stesso anno cadde prigioniera delle truppe britanniche nel Meclenburgo.

## Comandanti
- Obrest Ernst Nobis (29 aprile 1945 - maggio 1945)[1]